# Langston Hughes
James Mercer Langston Hughes (Joplin, 1º febbraio 1901 – New York, 22 maggio 1967) è stato un poeta, scrittore, drammaturgo e giornalista statunitense.

## Biografia
I primi anni di vita rappresentarono per Hughes un notevole serbatoio di esperienze che lo avrebbero preparato a scrivere sul genere umano, avendo da bambino e da ragazzo vissuto in molte città, entrando così in contatto con diversi generi di persone. L'età adolescenziale per lui non fu tanto facile.  Dopo essersi diplomato, nel 1919, Hughes passò un anno in Messico con il padre. Questo lo rese profondamente infelice e più di una volta, colpito da depressione, meditò il suicidio.
Suo padre, ritenendo che la scrittura non sarebbe stata sufficiente a garantirgli sicurezza economica, lo iscrisse alla Columbia University, perché studiasse ingegneria. Hughes non resistette a lungo, nonostante la buona media di voti, lasciò il corso a causa di pregiudizi razziali da parte di studenti e professori, non avendo mai smesso di scrivere poesie nel frattempo.
Uno dei suoi passatempi preferiti era sedersi in qualche locale dove si suonava musica blues e jazz, e scrivere poesie.
Si laureò alla Lincoln University in Pennsylvania nel 1929. Il suo primo romanzo, pubblicato nel 1930 "Not Without Laughter" ottenne la medaglia d'oro Harmon per la letteratura. Hughes, che dichiarava di essere stato fortemente influenzato da Paul Lawrence Dunbar, Carl Sandburg e Walt Whitman, è conosciuto principalmente per i suoi ritratti penetranti e vivaci della vita dei neri in America, dagli anni venti agli anni sessanta. Le poesie di Hughes venivano spesso pubblicate sul giornale del PCUS e fu coinvolto in iniziative promosse da organizzazioni comuniste, come la lotta per liberare gli Scottsboro Boys e sostenere la Repubblica spagnola. Sebbene vicino ad alcune organizzazioni socialiste negli Stati Uniti, come i John Reed Clubs e la Lega per la lotta per i Diritti dei Neri, fu più un simpatizzante che un partecipante attivo.
Langston Hughes morì per le complicazioni di un tumore alla prostata il 22 maggio 1967.

## L'omosessualità segreta
Gli studiosi e i biografi concordano in genere sul fatto che Hughes fosse omosessuale (anche se tenne nascosta al pubblico la cosa per non compromettere la propria carriera), e che molte delle sue poesie contengano allusioni riguardo al suo orientamento sessuale, in modo simile a quanto faceva Walt Whitman. Inoltre affrontò il tema in modo più esplicito nel racconto "Blessed Assurance".
Arnold Rampersad, il principale biografo di Hughes, ha documentato il fatto che Hughes abbia espresso nella sua vita e nella sua arte una preferenza per altri afroamericani. Per questo il regista Isaac Julien ha dedicato all'omosessualità del poeta il film Looking for Langston (UK, 1989), che rivendica la voce di questo scrittore come importante anche per la comunità gay afroamericana.

## Le opere
Dalla pubblicazione del suo primo libro nel 1926, Langston Hughes dedicò la propria vita alla scrittura. Queste le opere pubblicate fino al momento della sua morte, nel 1967:

### Antologie di opere di autori afro-americani
- An African Treasury (1960);
- Poems from Black Africa (1963);
- New Negro Poets: USA (1964);
- The Best Short Stories by Negro Writers (1967).

### Postumi
- Five Plays By Langston Hughes (1968);
- The Panther and The Lash: Poems of Our Times (1969);
- Good Morning Revolution: Uncollected Writings of Social Protest (1973);
- The Sweet Flypaper of Life with Roy DeCarava (1984).

## Traduzioni italiane
- Mondo senza fine, Mattioli 1985, Fidenza traduzione di Nicola Manuppelli ISBN 978-88-6261-233-3
- Queer Negro Blues, Poesie, Marco Saya Edizioni 2023, traduzione e selezione a cura di Alessandro Brusa